# Чъбък
Чъбък (на английски: Chubbuck) е град в окръг Банък, щата Айдахо, САЩ. Чъбък е с население от 9700 жители (2000) и обща площ от 9,2 km². Намира се на 1363 m надморска височина. ЗИП кодът му е 83202, а телефонният му код е 208.